# McGaw Peak
Der McGaw Peak ist ein 800 m hoher und markanter Berg an der Ruppert-Küste des westantarktischen Marie-Byrd-Lands. Er ragt auf dem Gebirgskamm zwischen Land-Gletscher und Paschal-Gletscher auf halbem Weg zwischen Mount McCoy und dem Pearson Peak auf.
Der United States Geological Survey kartierte ihn anhand eigener Vermessungen und Luftaufnahmen der United States Navy aus den Jahren von 1959 bis 1965. Das Advisory Committee on Antarctic Names benannte ihn 1972 nach Major Hugh Roth Lee McGaw (* 1935) von der United States Army, Logistikoffizier im Kommandostab der Unterstützungseinheiten der United States Navy in Antarktika bei der Operation Deep Freeze der Jahre 1971 und 1972.